# Абдул Гафар Ибрагим

Абдул Гафар Ибрагим читает стихотворение, посвящённое Палестине (Куала-Лумпур, 7.3.2014)

Абдул Гафар Ибрагим (малайск. Abdul Ghafar Ibrahim; род. 31 августа 1943, Берананг, Селангор) — малайзийский поэт-экспериментатор и художник. Публикуется также под псевдонимом АГИ.

## Краткая биография
В 1977 году окончил восточный иллинойсский университет (Чарлстон, США), где изучал изобразительное искусство. Занимался по писательской программе в  университете Айовы (1974—1975).
Работал учителем в школе, а также в совете по языку и литературе (1974), преподавал в технологическом институте (университете) МАРА (1978—1979), в национальном университете Малайзии (1982—1998). С 2002 года читает лекции на факультете кино, театра и анимации технологического института (университета) МАРА.

## Творчество
Первое стихотворение опубликовано в 1965 году. В 1970-е гг. пропагандировал концепцию 3В (поэзия как слияние трёх начал: вербального, вокального и визуального). Основные сборники: «Господин светлый месяц» (1976), «Так Тун» (1978), «Тот, который» (1986), «Не исчезнет» (2008) и др.
В ранних стихах ощущается юношеский максимализм, заметное место занимает социальный протест, который сочетается с попытками экспериментировать с графикой и ритмикой стиха. Малайский язык, в котором много коротких слов и имеется так называемый эксплозивный звук на конце слова, как бы застревающий в горле (например, tak), являет собой благоприятную почву для таких экспериментов.
 Кар-кар-кар

(Gakgakgak)

                                кар

                          кар

                   кар

	  кар

       кар

кар

Вороны не притворяются,

Что умеют петь -

Они каркают, потому что

Ненавидят тишину.

кар

       кар

кар кар

       кар	 кар

               кар          кар

                     кар           кар

  кар                    кар           кар

        кар

              кар

                    каррррр

каррррр

Они разбивают мёртвую тишину

Они ищут истоки

Своей ненависти

аррр

         аррр                    ааааррррр

                  аррр    ааарррр

		        ааррр

Кланг, (1971)

Очень артистично и с большим воодушевлением читает свои стихи, порой сопровождая их игрой на одностороннем барабане ребане для придания ритма. Участвовал во многих международных фестивалях поэзии, в том числе в Международных поэтических чтениях «Куала-Лумпур- 9» (2002).
Картины художника экспонировались на выставках в Австралии, Бельгии, Брунее , Индонезии, Малайзии, Сингапуре, США, Таиланде, Филиппинах.

## Основные сборники
- Sajak-Sajak (Стихи). 1974.
- Tan Sri Bulan (Господин светлый месяц), Kuala Lumpur: Dewan Bahasa dan Pustaka, 1976, 60 hlm. (двуязычная антология, перевод на английский Гарри Авелинга);
- Tak Tun (Так Тун), Kuala Lumpur: Penerbitan Utusan Melayu, 1978, 85 hlm. (двуязычная антология, перевод на английский Гарри Авелинг);
- Dialog dengan Seniman (Диалог с деятелем культуры), Kuala Lumpur: Penerbitan Adabi Sdn. Bhd., 1982, 165 hlm.;
- Takkan Hilang (Не исчезнет). Dewan Bahasa dan Pustaka, 2008, 190 hlm.;
- Yang Yang (Тот, который), Kuala Lumpur: Dewan Bahasa dan Pustaka, 1986, 64 hlm. (переиздание Institut Terjemahan Negara Malaysia, 2009);
- That’s That. Translated into English by H. Aveling. Kuala Lumpur: ITBM, 2009, 145 p.;
- Cita Cinta Puisi (Мечтать и любить поэзию — сборник эссе). Kuala Lumpur: Pustaka Dini, 2010.

## Общественная деятельность
Член писательской организации ГАТРА (в 1968—1970 гг. её второй председатель), один из основателей поэтической группы «Сыны природы» (1974) и «Поколение» (Селангор, 1985). Являлся также в разное время членом исполнительного комитета организаций ПЕНА, ГАПЕНА и Союза писателей Малайзии.

## Награды
- Литературная премия Юго-Восточной Азии (2005)

## Переводы стихов поэта на русский язык
- «Господин светлый месяц» — Ручей. Антология традиционной и современной поэзии. Составитель, автор предисловия и редактор Б. Б. Парникель. М.: «Красная гора», 1996, с. 107.
- «Кар-кар-кар»; «Кто»; «Без пяти минут сейчас» — Покорять вышину. Антология поэтов Малайзии и Индонезии. Пер. Виктора Погадаева. М.: «Ключ-С», 2009, 69-72.
- Светлый месяц-змей кружится. Сборник стихов. — Abdul Ghafar Ibrahim. Tan Seri Bulan. My Lord Moon Kite. Светлый месяц-змей кружится. Translated by Harry Aveling (English), Victor Pogadaev (Russian). Kuala Lumpur: Institut Terjemahan & Buku Malaysia, 2014, p. 76-110.